# Клетнова, Екатерина Николаевна
Екатерина Николаевна Клетнова (22 января (3 февраля) 1869, Москва — 29 мая 1938, Ужгород) — русская учёная-археолог, этнограф, геолог, краевед, коллекционер, музейный деятель, переводчица, педагог. Автор работ по археологии, этнографии и истории Смоленского края, стихотворений и пьес, литературных переводов.
Участвовала в научных обществах и организациях, связанных с историей Смоленского края, археологических раскопках в Смоленском и Вяземском уездах (курганы по берегам реки Вязьмы, Гнёздовский могильник и др.). Преподавала краеведение в Московском археологическом институте, Смоленском институте народного образования и др. учебных заведениях, автор учебного пособия для педагогов «Изучение родного края» (М., 1918). После революции участвовала в работе организаций и комиссий по охране памятников, продолжала научную работу в Гнёздове. В 1924 году эмигрировала в Чехословакию, где продолжала научную деятельность, участвовала в общественной и научной жизни русской диаспоры.
Результаты научной деятельности в области истории, геологии, археологии, этнографии, фольклора, искусствоведения, природоведения нашли отражение в работах «Полезные ископаемые Смоленской губернии» (1908), «Отзвуки Отечественной войны в преданиях и сказаниях Вяземского уезда» (1911) и «Село Семлёво в 1812 году» (1912), «Археологические разведки Вяземского уезда» (1915), «Символика народных украс Смоленского края» (1924), «Великий Гнёздовский могильник» (1925), «Истоки русского народа (скифо-сарматские элементы восточного славянства)», «Рождение меандра, его распространение и развитие» (1933) и др. Литературная работа связана с переводами зарубежных оперных либретто и пьес, из собственных произведений наиболее известна пьеса «Славный город Смолевец».
Большая часть археологических, этнографических и архивных коллекций Е. Н. Клетновой утрачена после революции. Сохранившиеся материалы находятся в разных музеях и архивохранилищах (Государственный архив Смоленской области, Государственный архив Российской Федерации, Государственный исторический музей, Российский государственный архив литературы и искусства, Смоленский государственный музей-заповедник и др.). На начало XXI века большая часть наследия Е. Н. Клетновой остаётся неизученной.
С 1999 года в Вязьме проходят научно-практические конференции «Клетновские чтения». По оценкам исследователей, Е. Н. Клетнова, бывшая одной из первых российских женщин-археологов и первых археологов Смоленщины, оставила «глубокий след в научном и культурном развитии Смоленского края в первой четверти XX в.», её работы не утратили научного значения в XXI веке. В 2007 году переизданы избранные труды Клетновой. В 2014 году в Вязьме установлена посвящённая ей мемориальная доска.

## Биография и деятельность

### Дореволюционный период
Родилась в 1869 году в Москве, в семье вяземского уездного предводителя дворянства Николая Степановича Клетнова и дочери генерал-майора Екатерины Ивановны (урожд. Астафьевой). Ранние годы прошли в родовом имении Кочетово Вяземского уезда Смоленской губернии. Получила домашнее образование, включавшее изучение иностранных языков (немецкий, французский, английский). Писала стихи и пьесы, занималась литературными переводами оперных либретто и драматических произведений. Первая публикация состоялась в 1888 году. Пьеса Ф. Коппе «Сокровище» в переводе Клетновой шла на сцене Малого театра. В 1890 году вступила в Общество русских драматических писателей и оперных композиторов.
В 1892—1893 годах обучалась на словесно-историческом и естественном отделениях Московских высших женских курсов, была слушательницей лекций В. О. Ключевского, А. П. Павлова, Д. Н. Анучина, А. Н. Веселовского, В. И. Герье и других.
С ранних лет интересуясь историей Смоленского края, участвовала в различных научных обществах и организациях, связанных с её изучением. С 1896 года была членом смоленского Церковноархеологического комитета, с 1908 года — Смоленской губернской учёной архивной комиссии (с 12 декабря 1911 — товарищ председателя правления), Общества изучения Смоленской губернии. В 1911 году стала председателем Комитета по увековечению памяти Отечественной войны 1812 года, созданного при Вяземской городской думе, вошла в состав комитета по управлению музеем «Русская старина». В мае 1914 года принимала участие в Первом съезде представителей губернских учёных архивных комиссий и соответствующих им установлений.
В 1909—1914 годах училась в Московском археологическом институте, в период обучения под руководством В. А. Городцова занималась археологическими разведками и раскопками в Смоленском и Вяземском уездах (курганы по берегам реки Вязьмы, Гнёздовский могильник и др.). Окончила институт с золотой медалью, получив звание учёного-археолога. В 1916 году преподавала краеведение в Московском археологическом институте. При участии Клетновой филиал института был открыт в Смоленске.

### Послереволюционные годы
…Настанет время, когда угаснет революционный пыл и страна обратится к мирной жизни, к мирному строительству. И тогда просвещённые массы обратятся к нам с справедливым упрёком, почему мы, люди знания, не сумели собрать и сохранить для них все эти памятники народного творчества, зафиксировать все особенности угасшего быта.
После революции 1917 года, повлекшей закрытие ряда научных обществ, Е. Н. Клетнова стремилась наладить археологическую деятельность в новых условиях, участвовала в работе организаций и комиссий по охране памятников. Написала учебное пособие для педагогов «Изучение родного края» (М., 1918). 20 июля 1918 года была назначена уполномоченным отдела народного образования Западной области по Вяземскому, Дорогобужскому и Юхновскому уездам. В конце того же года переехала в Смоленск, заведовала археологической секцией губернского музея.
В 1918—1921 годах преподавала краеведение на временных инструкторских курсах смоленского отдела народного образования, кооперативных инструкторских курсах и курсах внешкольников при политотделе Западного фронта; читала лекции по экскурсионному делу на курсах Политпросвета по ликвидации неграмотности.
С июля 1921 года была профессором кафедр краеведения и истории первобытной культуры Смоленского института народного образования, продолжала научную работу в Гнёздове, выступала за создание там музея-заповедника. Была членом Витебской, Воронежской, Псковской, Саратовской, Таврической, Тверской и Тульской губернских учёных архивных комиссий, организаций по руководству музейным делом, комиссии по охране памятников, комиссии по организации музея «Старый Смоленск» и др. Участвовала в создании культурно-исторической секции им. В. Н. Добровольского при Обществе изучения Смоленской губернии, Археологического бюро при художественном подотделе губернии и Смоленского археологического общества, в издании журнала «Смоленская новь».
Многие инициативы исследовательницы не встречали поддержки новой власти. В 1924 году по направлению Смоленского университета Е. Н. Клетнова уехала в Чехословакию «для изучения прославянской культуры» и участия в Антропологическом конгрессе и не вернулась в СССР.

### Эмиграция
Поселившись в Праге, Е. Н. Клетнова продолжала научную деятельность, участвовала в общественной и научной жизни русской диаспоры в Чехословакии. Сотрудничала с Археологическим институтом имени Н. П. Кондакова, Народным музеем Праги, посещала семинар профессора Л. Нидерле, разные курсы и лекции. Была членом Русского исторического общества и Археологического общества при Карловом университете, состояла в Союзе русских писателей и журналистов и Обществе взаимопомощи русских женщин.
Была участником Русского педагогического съезда, Международного конгресса по народному искусству. Выступала с докладами в Пражском историческом обществе, писала рецензии на работы об археологических и этнографических исследованиях в Советском Союзе.
Стремясь быть ближе к европейской науке, в августе 1927 года Клетнова перебралась в Париж, но найти работу там не удалось, и вскоре она вернулась в Прагу.
Занималась рукоделием, зарабатывала на жизнь продажей своих вышивок, давала уроки немецкого языка, подрабатывала няней в семье профессора А. П. Калитинского и актрисы М. Н. Германовой.
В 1935 году, с окончанием программы помощи чехословацкого правительства российским беженцам, Е. Н. Клетнова перебралась в Ужгород, где провела последние годы жизни.
Умерла в Ужгороде в 1938 году. Похоронена на кладбище «Кальвария». Могила утрачена.

## Научная работа
Научная деятельность Е. Н. Клетновой велась в разных направлениях: история, геология, археология, этнография, фольклор, искусствоведение, природоведение, — и была связана с изучением Смоленского края, собиранием археологических, этнографических, естественноисторических коллекций. Результаты геологических исследований на Смоленщине описаны ею в работе «Полезные ископаемые Смоленской губернии» (1908).
В 1909 году Клетнова участвовала в проводимых Смоленской губернской учёной архивной комиссией археологических раскопках Борисоглебского монастыря на реке Смядыни, раскопках Гнёздовских курганов и др. Результаты исследований Гнёздова разных лет обобщены в работе «Великий Гнёздовский могильник» (1925).
Ряд исторических изысканий Клетновой связан с Отечественной войной 1812 года, их результаты нашли отражение в её работах «Отзвуки Отечественной войны в преданиях и сказаниях Вяземского уезда» (Смоленск, 1911) и «Село Семлёво в 1812 году» (Смоленск, 1912), «Археологические разведки Вяземского уезда» (М.,1915).
В начале XX века Клетновой проводились археологические разведки и раскопки на территориях Смоленского и Вяземского уездов, ею было исследовано около 10 курганных групп по среднему и нижнему течению реки Вязьмы и в долине реки Осьмы. Исследовательницей открыта и раскопана неолитическая стоянка Боровщина, выявлено и описано древнерусское городище Русятка, раскопаны курганные группы у деревень Относово, Хожаево, Литвиново, Тупичино и др., обнаружен ряд неолитических местонахождений в долине реки Вязьмы (Годуново, Иваново, Кочетово) и др., написан ряд работ, посвящённых изучению освоения и заселения Смоленского края.
Значительное место в научной деятельности Клетновой занимали этнографические исследования, связанные со сбором коллекций предметов крестьянского быта, одежды и вышивки и изучением представленного на этих памятниках народного орнамента. Её труд «Символика народных украс Смоленского края» (1924) стал одной из первых работ, посвящённых семантике русской вышивки. Изучение орнамента было продолжено Клетновой в эмиграции, где ею был сделан доклад «Символы в славянском орнаменте», написаны работы «Истоки русского народа (скифо-сарматские элементы восточного славянства)» и «Рождение меандра, его распространение и развитие» (1933).

## Литературная работа

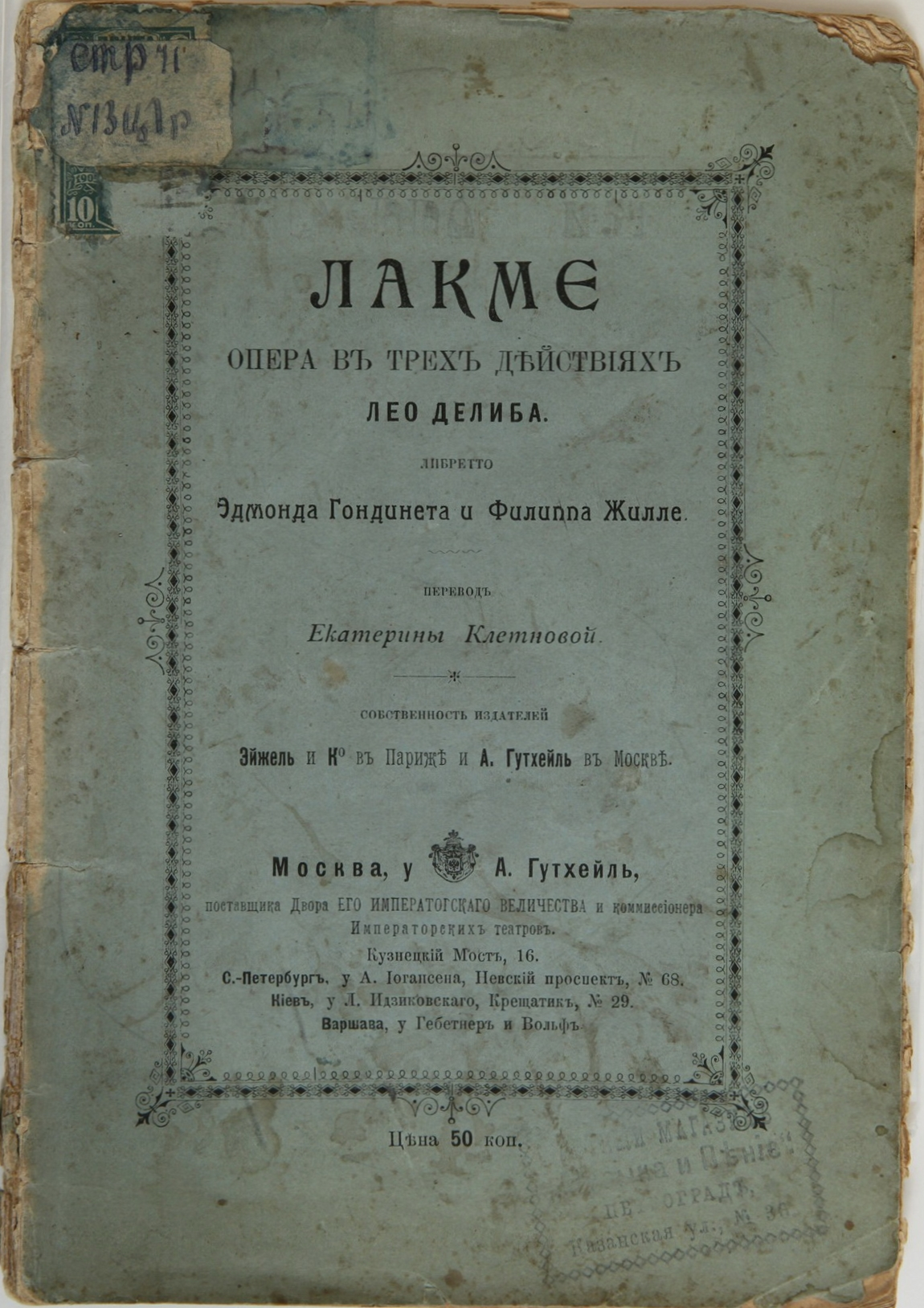
Либретто оперы «Лакме» в переводе Е. Н. Клетновой. М.: А. Гутхейль, 1892

Е. Н. Клетнова владела четырьмя иностранными языками, была автором переводов оперных либретто и пьес зарубежных авторов. Список её работ насчитывает 14 наименований музыкально-драматических и 5 драматических переводов. Переводческие работы, очерки, пьесы и стихотворения Клетновой рассеяны по периодическим изданиям конца XIX — первой четверти XX века и архивным фондам, согласно указанию филологов Л. В. Павловой и Т. К. Пастернак, её литературное творчество до 2016 года «не становилось предметом специального исследования».
К наиболее значительным литературным произведениям Клетновой исследователи относят пьесу «Славный город Смолевец», посвящённую переломному моменту русской истории, связанному с переходом от язычества к христианству. Жанр произведения определён автором как «былинно-скоморошное действо».

## Наследие
После революции 1917 года и национализации родовой клетновской усадьбы большая часть археологических, этнографических и архивных коллекций и библиотеки Е. Н. Клетновой была утрачена. Сохранившиеся материалы, связанные с жизнью и деятельностью исследователя, находятся в разных музеях и архивохранилищах.
Рукописи литературных произведений и художественные переводы Е. Н. Клетновой («Ночь на Волге», «Коппе», «Прохожий», «Славный город Смолевец», «Оружейник», «Троянцы в Карфагене» и др.), тексты её докладов и лекций по краеведению, материалы об археологических раскопках, записи по истории Вязьмы, переписка с губернскими архивными комиссиями и др. находятся в Государственном архиве Смоленской области (Ф. 113. 334 ед. хр., 1 оп.).
Рукописи опубликованных и неопубликованных статей («Древние славяне», «Путь из варяг в хазары», «Символы» и др.), переписка Клетновой с учреждениями, организациями и деятелями науки и культуры русского зарубежья, фотоматериалы и др. документы, охватывающие 1921—1939 годы, были переданы в 1946 году в Государственный архив Российской Федерации (Ф. Р-6770, 1 оп., 52 ед. хр.) в составе материалов из Русского заграничного архива в Праге.
Часть эпистолярного наследия Клетновой послереволюционного периода хранится в отделе письменных источников Государственного исторического музея (Ф. 431. Ед. хр. 407), часть — в Российском государственном архиве литературы и искусства (Ф. 1568. Оп. 1. Д. 83).

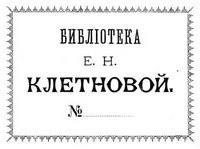
Библиотека Е. Н. Клетновой. Экслибрис

Этнографические коллекции, собранные исследовательницей в конце XIX — начале XX века в Вяземском и Духовщинском уездах Смоленской губернии находятся в Смоленском государственном музее-заповеднике.
Книжная коллекция (с владельческими штемпелями «Екатерина Николаевна Клетнова» и экслибрисом «Библиотека Е. Н. Клетновой»), включающая прижизненные издания произведений российских и зарубежных писателей XIX века (в том числе с дарственными надписями), хранится в фонде редких изданий Смоленской областной универсальной библиотеки.
На начало XXI века большая часть наследия Е. Н. Клетновой остаётся неизученной.

## Память
После эмиграции Е. Н. Клетновой из СССР её имя на родине было предано забвению. Обращение российских исследователей к её наследию произошло после перестройки. С 1999 года в Вязьме проводятся научно-практические конференции «Клетновские чтения», посвящённые изучению вклада исследовательницы в развитие науки и культуры Смоленского края.
По оценкам исследователей, Е. Н. Клетнова, бывшая одной из первых российских женщин-археологов и первых археологов Смоленщины, оставила «глубокий след в научном и культурном развитии Смоленского края в первой четверти XX в.», её работы по археологии, этнографии и истории края не утратили научного значения в XXI веке. В 2007 году переизданы избранные труды Клетновой.
В 2014 году на здании Богородицкой церкви в Вязьме, в одном из приделов которой размещён городской историко-краеведческий музей, установлена мемориальная доска, посвящённая Е. Н. Клетновой.

## Комментарии
1. ↑  В 1990-х годах многие биографические сведения, относящиеся к эмигрантскому периоду жизни Е. Н. Клетновой (в т. ч. дата и место смерти) были неизвестны российским исследователям[27].